# 1650 års arvförening
1650 års arvförening var en överenskommelse om ny arvförening, med bestämmelser om tronföljd, som kom till stånd år 1650 på initiativ av drottning Kristina.
På riksdagen i Stockholm den 6 november 1650 beslutades om denna arvförening. Tronföljdsrätt tillerkändes Karl IX:s dotterson Karl Gustav (Karl X Gustav) och hans manliga efterkommande (agnatisk tronföljd). Karl Gustav var Katarina Karlsdotter Vasas son och hade redan den 10 mars 1649 utsetts till tronföljare.
Detta riksdagsbeslut är också intressant därigenom att man förbjöd den splittring av regeringsmakten, som förut varit tillåten till förmån för manliga medlemmar av konungaätten i form av ärftliga hertigdömen enligt reglerna i 1544 års arvförening. Riket skulle nämligen därefter aldrig delas, utan i stället förbli en enhetsstat. Arvfurstarna skulle i stället för arvfurstendömen låta nöja sig med den disposition i gods och pengar, som i varje särskilt fall bestämdes.
Genom ett beslut av Stockholms riksdag den 3 januari 1683 gjordes en ändring i dessa regler och arvsrätten utsträcktes för Pfalziska huset till att bli agnatisk-kognatisk (kognatisk tronföljd enbart om det inte fanns manliga arvsberättigade), på samma sätt som tidigare hade stadgats i Norrköpings arvförening. Detta stadfästes genom Karl XI:s testamente, vilket bekräftades av ständernas riksdagsbeslut 20 november 1693 § 2 såsom en oföränderlig laga stadga.
Vid Karl XII:s frånfälle skulle därför som tronarvingar ha kunnat komma ifråga hans syster Ulrika Eleonora och hans äldre då döda syster Hedvig Sofias son hertig Karl Fredrik av Holstein-Gottorp. Ingendera av dessa prinsessor hade i avseende på sina giftermål iakttagit de i Norrköpings arvförening stadgade villkoren för arvsrätt på kvinnolinjen. Ständerna ansåg sig därför berättigade att förfoga över kronan och tronföljden till densamma. Den 21 februari 1719 kom så till stånd ett rikets ständers beslut angående Ulrika Eleonoras "utkorelse till Sveriges krona och regemente", se Ständernas beslut angående Ulrika Eleonoras utkorelse till Sveriges krona och regemente.